# Pascal Françaix
Pascal Françaix (Somain, 23 gennaio 1971) è uno scrittore francese.
Nato nel Nord della Francia (dove vive attualmente) nel 1971, Françaix giunge alla scrittura letteraria spinto da Jean Rollin. Possiede uno stile asciutto e diretto; ama giocare con il vocabolario, con il lato sonoro delle parole; ricorre a invenzioni verbali, oppure al dialetto (il rouchi è utilizzato in Les mères noires e in Tamagotchi), in un rapporto quasi sensuale con le parole. D'altronde, le storie deliranti, assurde, inaudite da lui raccontate mal si adatterebbero a una lingua disciplinata e canonica.
Il suo romanzo Malou et l'agneau (2005) è stato rifiutato da numerosi editori, che lo giudicavano inclassificabile e atipico, finché Renaud Marhic e Dominique Poisson non l'hanno scelto per la pubblicazione nella collana "Granit noir" dell'editore Terre de brume.
Il suo ultimo titolo, Glückster le Rouge, un "roman médiéval parodique", è stato pubblicato dalle Editions d'Octobre nel 2005.
Les mères noires è stato tradotto in italiano dall'editore Meridianozero (Le madri nere).